# Oro vil
Oro vil es una película española. Fue escrita y dirigida por Eduardo García Maroto, y se estrenó en 1941.
Es la primera película del género wéstern producida en España.
Aunque el guion fue escrito como una parodia, la censura obligó a la productora a transformarla en un drama. Los recursos habrían sido adecuados para una comedia, pero no para un drama serio, y la crítica la calificó como «un paso atrás».
Su director tuvo que interrumpir el rodaje para sustituir temporalmente al director de la película Raza durante su enfermedad.

## Trama
Un médico emigra a Estados Unidos para olvidar a su prometida y buscar fortuna en plena fiebre del oro.

## Reparto
- Florencia Bécquer
- Rufino Inglés
- Erasmo Pascual
- Conrado San Martín
- Mary Santamaría
- Emilio Santiago
- Pablo Álvarez Rubio